# Saïd Taghmaoui
Saïd Taghmaoui (en arabe : سعيد تغماوي), né le 19 juillet 1973 à Villepinte, en Seine-Saint-Denis, est un acteur franco-marocain,,, naturalisé américain en 2008,,.

## Biographie
Saïd Taghmaoui naît le 19 juillet 1973 à Villepinte de parents marocains venus d'Essaouira, et grandit à Aulnay-sous-Bois, dans la Cité des 3000. Il a trois frères et cinq sœurs. Il quitte l'école très tôt avec la volonté au départ de suivre une carrière dans la boxe anglaise, un sport qu'il pratique dès son adolescence et dans lequel il devient vice-champion de France en 1990.
Il fait ses premières armes aux côtés du groupe de hip-hop Assassin, par qui il rencontre Mathieu Kassovitz, qui lui donne sa première chance de se révéler au public dans le film La Haine : il est ainsi nommé pour un César en 1996. Saïd se met très vite à apprendre de nouvelles langues, dont l'anglais, ce qui lui permet de commencer une carrière internationale, notamment aux États-Unis, en Italie et en Allemagne.
Il devient l'un des rares acteurs français à tourner aux États-Unis. Son rôle de soldat irakien dans Les Rois du désert aux côtés de George Clooney et Mark Wahlberg, lui permet de se lancer à Hollywood. Il tournera aussi dans les films Hidalgo, Spartan et J'adore Huckabees.
En 2006, Omar Sharif lui remet « La Pyramide d’Or », un prix égyptien qui récompense le meilleur acteur du monde arabe, et lui adresse à l’occasion cet hommage : « Vous êtes mon héritier, mon successeur… ».
En  2008, il obtient la nationalité américaine,
Il interprète le rôle de César dans la saison 5 de la série télévisée à succès Lost : Les Disparus.
En 2009, il est choisi par le groupe U2 pour incarner le rôle principal de Linear, le film qui accompagne leur nouvel album No Line on the Horizon. Il s'agit d'un film de 56 min découpé en 14 morceaux pour illustrer les quatorze titres de leur album. La même année, il est à l'affiche de la superproduction américaine G.I. Joe : Le Réveil du Cobra, dans laquelle il incarne un hacker.
Il interprète en 2013 Guillermo Ortiz, un prêtre hispanique jésuite qui se transforme en machine à tuer, aux côtés de Kiefer Sutherland dans la série Touch.
Nabil Elderkin le choisit en 2014 pour être l'acteur principal de deux clips : Fuck That, du DJ américain Skrillex, et Is It Worth It ?, du chanteur Damian Marley.
En 2016, il joue l'antagoniste du clip Money Man/Put That On My Set d'A$AP Rocky et de son groupe le A$AP Mob, réalisé par Dexter Navy, au visuel très inspiré par La Haine.
Il tient le rôle de Sameer dans la superproduction hollywoodienne Wonder Woman, sortie en 2017.
Saïd Taghmaoui intègre en 2018  l'Académie des arts et des sciences du cinéma, qui sélectionne les films et acteurs concourant aux Oscars,.

## Filmographie
Sauf indication contraire, les informations mentionnées dans cette section peuvent être confirmées par les bases de données cinématographiques IMDb et Allociné,  présentes dans la section « Liens externes ».

### Cinéma

#### Années 1990
- 1993 : La racaille, d'Olivier Dahan (court métrage)
- 1995 : Putain de porte, de Jean-Claude Flamand (court-métrage) :
- 1995 : J'aime beaucoup ce que vous faites, de Xavier Giannoli (court-métrage) : Maxime
- 1995 : La Haine, de Mathieu Kassovitz : Saïd
- 1997 : Les Fantômes du samedi soir, d'Olivier Dahan (court-métrage)
- 1997 : Héroïnes, de Gérard Krawczyk : JP
- 1998 : I giardini dell'Eden, d'Alessandro D'Alatri
- 1998 : Onorevoli detenuti, de Giancarlo Planta : Omar
- 1998 : Go for Gold!, de Lucian Segura : Moussa
- 1998 : Marrakech Express (Hideous Kinky) de Gillies MacKinnon : Bilal
- 1999 : Holy Smoke, de Jane Campion : ?
- 1999 : Prima del tramonto, de Stefano Incerti : Ali Ben Sellam
- 1999 : Les Rois du désert (Three Kings), de David O. Russell : capitaine Saïd
- 1999 : La Taule, d'Alain Robak : l'innocent

#### Années 2000
- 2000 : Nationale 7, de Jean-Pierre Sinapi : Rabah
- 2000 : Ali Zaoua prince de la rue, de Nabil Ayouch : Dib
- 2000 : Room to Rent, de Khalid Al-Haggar : Ali
- 2001 : G@mer (Gamer), de Patrick Levy : Tony
- 2001 : Confession d'un dragueur, de Alain Soral : Fabio
- 2001 : Absolument fabuleux, de Gabriel Aghion : Manu
- 2001 : Le Petit Poucet, d'Olivier Dahan : le chef de troupe
- 2002 : Vivante, de Sandrine Ray : le DJ de la boîte
- 2002 : Entre chiens et loups, de Alexandre Arcady : Werner
- 2003 : L'Homme de la Riviera (The Good Thief), de Neil Jordan : Paulo
- 2003 : Wanted (Crime Spree), de Brad Mirman : Sami Zerhouni
- 2004 : Spartan, de David Mamet : Tariq Asani
- 2004 : Hidalgo, de Joe Johnston : Bin Al Reeh
- 2004 : Iznogoud, de Patrick Braoudé : La prostituée à l’œil de verre
- 2004 : J'adore Huckabees (I ♥ Huckabees), de David O. Russell : le traducteur
- 2005 : El Khoubz el hafi, de Rachid Benhadj : ?
- 2006 : Five Fingers, de Laurence Malkin : Dark Eyes
- 2006 : Ô Jérusalem, de Élie Chouraqui : Saïd Chahine
- 2007 : Les Cerfs-volants de Kaboul, de Marc Forster : Farid
- 2008 : Angles d'attaque, de Pete Travis : Suarez
- 2009 : Trahison, de Jeffrey Nachmanoff : Omar
- 2009 : Linear, d'Anton Corbijn : le jeune policier
- 2009 : G.I. Joe : Le Réveil du Cobra de Stephen Sommers : Breaker
- 2009 : Kandisha, de Jérôme Cohen-Olivar : Dakir Nesri

#### Années 2010
- 2010 : Djinns, de Hugues Martin : Aroui
- 2011 : Conan de Marcus Nispel : Ela-Shan
- 2012 : My Brother the Devil de Sally El Hosaini : Sayyid
- 2013 : American Bluff (American Hustle) de David O. Russell : Al, l'ami d'Irving
- 2016 : For All Eyes Always de Rob Gordon Bralver : Iskandar Yasin
- 2016 : Batman v Superman : L'Aube de la justice de Zack Snyder (caméo sur une photo en noir et blanc - non crédité)
- 2016 : Infiltrator (The Infiltrator) de Brad Furman : Amjad Awan
- 2017 : Wonder Woman de Patty Jenkins : Sameer
- 2018 : At First Light de Jason Stone : Cal
- 2019 : John Wick Parabellum de Chad Stahelski : le Grand Maître de la Grande Table

#### Années 2020
- 2020 : Embattled de Nick Sarkisov : Claude
- 2020 : Wonder Woman 1984 de Patty Jenkins : Sameer (caméo photographique)
- 2021 : The Forgiven de John Michael McDonagh : Anouar[16]
- 2023 : The Family Plan de Simon Cellan Jones : Augie
- 2024 : The Killer de John Woo : le prince Majeb Bin Faheem

### Télévision

#### Années 1990
- 1994 : Frères : La Roulette rouge, d'Olivier Dahan (série Tous les garçons et les filles de leur âge) : Paul
- 1995 : Trop libre pour toi (Soif d'en sortir), de Dominique Tabuteau
- 1995 : L'Éducateur (saison 1), épisode Trop libre pour toi  : Momo
- 1996 : La Bougeotte, de Jean-Claude Morin
- 1996 : Elvis Aziz, de Frédéric Compain : Elvis Aziz
- 1997 : L'Albero dei destini sospesi, de Rachid Benhadj : Samir
- 1998 : Lascars (saison 1, 3 épisodes)
- 1999 : Urlaub im Orient - Und niemand hört dein Schreien, de Michael Wenning : Raschid

#### Années 2000
- 2003 : À la Maison-Blanche : Umar Usef, l'ambassadeur du Qumar (saison 5, épisodes 2 et 5)
- 2006 : Djihad (TV series) (en) : Youssef
- 2006 : Sleeper Cell : Hamid (saison 2, épisodes 5, 6 et 7)
- 2007 : Suspectes : Stan Lamérat
- 2008 : Mogadiscio, de Roland Suso Richter : Kapitän Mahmud
- 2008 : House of Saddam (mini-série de la BBC) : Barzan Ibrahim
- 2008 : Duval et Moretti : Tarek (saison 1, épisode 10)
- 2009 : Lost : Les Disparus : Caesar (saison 5)

#### Années 2010
- 2012 : Strike Back : Othmani (saison 3)
- 2013 : Touch : Guillermo Ortiz (saison 2)
- 2014 : The Missing (série télévisée), de Tom Shankland (en) : Ziane
- 2017 : Ballers : Psychiatre (1 épisode)

#### Années 2020
- 2020 : Professionals : Tariq Basari(saison 1, 4 épisodes )
- 2021 : Validé (série Canal+) : Nasser (saison 2)

### Clips
- 1992 : Le lion est mort ce soir, de Pow Wow[17]
- 1995 : L'odyssée suit son cours, d'Assassin
- 2005 : Rap 2 Tess, de Nessbeal
- 2009 : album entier No Line on the Horizon U2[18]
- 2013 : Fier de nous, de Niro[19]
- 2014 : Demi Parrain, de Demi Portion[20]
- 2014 : Gun Man World, de Damian Marley[21]
- 2014 : Fuck That, de Skrillex[22]
- 2016 : Money Man / Put That On My Set, de A$AP Rocky et Skepta (clip de 12 min en noir et blanc inspiré par La Haine[23])

## Publication
En 2021 Saïd publie son autobiographie, écrite avec l'aide de Laurent Sagalovitsch :
- De la Haine à Hollywood, Le Cherche midi, 2021  (ISBN 978-2749167824)

## Voix francophones
En France, Saïd Taghmaoui a régulièrement assuré lui-même sa post-synchronisation. Cependant, depuis sa naturalisation américaine en 2008, plusieurs acteurs se sont succédé pour le doubler. Depuis 2023, il lui arrive de se post-synchroniser à nouveau.
Au Québec, Patrice Dubois l'a doublé à trois reprises.